# Amselegg
Amselegg är en bergstopp i Schweiz. Den ligger i distriktet Plessur och kantonen Graubünden, i den östra delen av landet, 170 km öster om huvudstaden Bern. Toppen på Amselegg är 2 508 meter över havet.